# Lee Jung-hoon
Lee „MarineKing“ Jung-hoon (* 11. Juli 1993) ist ein professioneller südkoreanischer E-Sportler in dem Computerspiel Starcraft II sowie kurzzeitig in League of Legends. MarineKing gehörte während seiner erfolgreichsten Zeit zum E-Sport Clan Prime, was ihm auch den populären Spitznamen MKP (MarineKingPrime) eingebracht hat.

## Werdegang
Lee Jung-hoon begann seine Karriere 2009 zum Ende der Starcraft: Broodwar, wobei er sich mit BoxeR denselben Nicknamen wie Lim Yo-hwan, einem der populärsten StarCraft-Spieler überhaupt, gab. Zur Unterscheidung wurde er daher oftmals Fake Boxer oder FoxeR genannt. Später wechselte er seinen Nicknamen zu MarineKing.
Zu Beginn von StarCraft II 2010 zeigte Lee Jung-hoon zwar einige bemerkenswerte Spiele in der GSL, sein bestes Ergebnis in der GSL blieb jedoch ein Zweiter Platz in der Open Season 2, nachdem er im Finale NesTea 3:4 unterlag.
Im Jahr 2011 hat sich diese Entwicklung weitgehend fortgesetzt mit erneuten Niederlagen in Finalspielen, unter anderem gegen Mvp, sowie vielen zweiten und dritten Plätzen in großen Turnieren.
Sein erster Gesamtsieg in einem großen Turnier fand bei der 2012 MLG Winter Arena statt. Kurz darauf konnte MKP auch die 2012 MLG Winter Championship für sich entscheiden. Seitdem konnte er nicht mehr an seine Leistungen aus der Zeit von 2011 bis 2012 anschließen.
Am 11. Oktober 2013 kündigte Lee Jung-hoon an vom Spiel Starcraft II zu League of Legends zu wechseln und blieb dabei bei seinem Team Prime. Nur wenige Monate später wechselte er zurück zu StarCraft II, nachdem er in League of Legends keine bemerkenswerten Ergebnisse erzielen konnte.
Im August 2014 verließ er Prime und wechselte zu MVP. Ende 2014 meldete er sich mit dem Zweiten Platz beim Hot6ix Cup zurück.

## Große Turnier-Erfolge in SC2
| Jahr | Turnier                          | Platz    | Preisgeld |
| ---- | -------------------------------- | -------- | --------- |
| 2010 | GSL Open Season 2                | 2. Platz | 26.250 $  |
| 2011 | GSL January - Code S             | 2. Platz | 17.500 $  |
| 2011 | GSL World Championship           | 2. Platz | 13.000 $  |
| 2011 | GSL Super Tournament             | 4. Platz | 09.300 $  |
| 2011 | Electronic Sports World Cup 2011 | 3. Platz | 08.000 $  |
| 2012 | MLG Winter Arena                 | 1. Platz | 10.000 $  |
| 2012 | MLG Winter Championship          | 1. Platz | 25.000 $  |
| 2012 | MLG Spring Championship          | 3. Platz | 09.000 $  |
| 2014 | Hot6ix Cup                       | 2. Platz | 07.300 $  |